# Loewinella eburacta
Loewinella eburacta är en tvåvingeart som beskrevs av Jason Gilbert Hayden Londt 1982. Loewinella eburacta ingår i släktet Loewinella och familjen rovflugor.
Artens utbredningsområde är Elfenbenskusten. Inga underarter finns listade i Catalogue of Life.